# The Rice
Pour les articles homonymes, voir Rice.
The Rice, anciennement le Rice Hotel, est un bâtiment historique situé au 909 Texas Avenue dans le centre-ville de Houston, au Texas, aux États-Unis.
Le bâtiment actuel est le troisième à occuper le site. Il a été achevé en 1913 sur le site de l'ancien bâtiment du Capitole de la république du Texas et est inscrit au registre national des lieux historiques. L'ancien bâtiment du Capitole a été exploité comme un hôtel jusqu'à ce qu'il soit démoli et remplacé par un nouvel hôtel vers 1881.
Jesse H. Jones a construit un nouvel hôtel de dix-sept étages à double aile en 1913, également appelé The Rice Hotel. Ce bâtiment a subi d'importants agrandissements : ajout d'une troisième aile en 1925, ajout d'un dix-huitième étage en 1951 et un ajout complémentaire en 1958. De plus, il y a eu plusieurs rénovations par la suite. L'hôtel a continué à fonctionner avant de fermer définitivement en 1977.
Après être resté vacant pendant vingt et un ans, The Rice a été rénové en appartements et rouvert en 1998 sous le nom de Post Rice Lofts. Il a été vendu en 2014 et rebaptisé simplement The Rice.